# Aino-Maija Tikkanen
Aino-Maija Tikkanen (ur. 2 listopada 1927 w Turku, zm. 3 marca 2014 w Helsinkach) – fińska aktorka filmowa.

## Filmografia
seriale
- 1991: Maigret jako Pielęgniarka
- 1995: Kotikatu jako Alli Nurmi

film
- 1954: Morsiusseppele jako Dziewczyna
- 1955: Villi Pohjola jako Maija
- 1956: Elokuu
- 1985: Sininen imettaja jako Maria
- 2003: Rotanloukku
- 2005: Moje matki jako Kirsti Lahti
- 2010: Jäät jako Lempi